# Clara Rühle

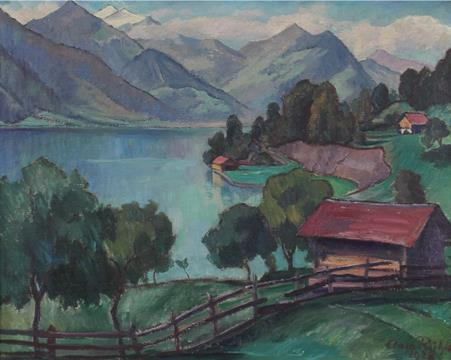
Brienzersee (1928)

Clara Rühle (geboren am 14. April 1885 in Stuttgart; gestorben 1947 in Hayingen) war eine deutsche Malerin, eine frühe Protagonistin der Abstraktion und Wegbegleiterin der Moderne.

## Leben
Rühle war eine Schülerin von Bernhard Pankok, Johannes Joseph Vincenz Cissarz und Adolf Hölzel. Sie studierte in der Damenklasse der Stuttgarter Akademie der Künste bei Robert Poetzelberger und Heinrich Altherr und leitete zwölf Jahre als Vorsitzende den württembergischen Malerinnenverein. Sie trat bereits zum 1. September 1931 der NSDAP bei (Mitgliedsnummer 618.297). Sie verbrachte mit ihrer Stellvertreterin Elise Daimler häufig Zeit zum Malen im Sommerhaus des Vereins in Anhausen. Neben Bildnissen fertigte sie dekorative Accessoires wie bestickte Kissen nach eigenen Entwurfsmustern.

## Ausstellungen (Auswahl)
- 25. März 1995 bis 28. Mai 1995: Frauen im Aufbruch? Künstlerinnen im deutschen Südwesten 1800–1945 in der Städtischen Galerie im Prinz-Max-Palais in Karlsruhe und anschließend vom 18. Juni 1995 bis 6. August 1995 in der Städtischen Galerie „Lovis-Kabinett“ in Villingen-Schwenningen.[6]
- 8. März 2015 bis 5. Juli 2015: Die Klasse der Damen – Künstlerinnen erobern sich die Moderne in der Städtischen Galerie in Böblingen (32 Werke von Ida Kerkovius, Maria Caspar-Filser, Margarete Oehm-Baumeister, Alice Haarburger, Clara Rühle, Erna Raabe und Maria Hiller-Foell).[7]